# Rachel Gupta
Rachel Gupta (Jalandhar, 24 de enero de 2004) es una modelo y reina de belleza india. Anteriormente fue Miss Grand Internacional 2024 concurso que ganó el 25 de octubre de 2024, pero más adelante  renunció en mayo de 2025 denunciando que la organización no cumplió sus promesas y que la maltrataron, también fue Miss Grand India 2024 y Miss Super Talent of the World 2022.

## Concursos de belleza

### Miss Grand India 2024
El 11 de agosto de 2024, Gupta representó a Punyab en el concurso Miss Grand India 2024 y compitió contra otras 22 concursantes en el Zee Studio en Jaipur, donde ganó el título nacional y fue reemplazada por Arshina Sumbul de Jaipur.

### Miss Grand Internacional 2024
El 25 de octubre de 2024, Gupta representó a la India en la competencia Miss Grand Internacional 2024 y compitió contra otras 68 candidatas en el MGI Hall en Bangkok, Tailandia, donde ganó el título y fue reemplazada por Luciana Fuster de Perú. Se convirtió en la primera mujer india en ganar el título de Miss Grand Internacional. El 28 de mayo de 2025 renunció al título denunciando incumplimiento de promesas y comportamientos tóxicos por parte de la organización MGI. 